# شين ريني
شين ريني (بالإنجليزية: Shane Rennie)‏ (مواليد 14 ديسمبر 1985) لاعب كرة قدم غرينادي دولي يجيد اللعب في خط الوسط .

## روابط خارجية
- شين ريني على موقع قاعدة بيانات كرة القدم.إي يو (الإنجليزية)
- شين ريني على موقع ناشيونال فوتبول تيمز (الإنجليزية)
- شين ريني على موقع Soccerway.com (الإنجليزية)
- شين ريني على موقع كووورة